# Дубровки (Гомельская область)
Дубровки (бел. Дубраўкі) — деревня в Симоничском сельсовете Лельчицкого района Гомельской области Белоруссии.

## География
В 19 км на северо-запад от Лельчиц, в 84 км от железнодорожной станции Ельск (на линии Калинковичи — Овруч), в 196 км от Гомеля.
На юго-западе урочище Большие Дубровки.
На востоке река Коростинка.

## История
Согласно письменным источникам известна с начала XX века как селение в Мозырском уезде Минской губернии. В 1908 году хутор. В 1917 году в Лельчицкой волости. В 1925 году рядом находился хутор Дубровка-2. В 1931 году организован колхоз. Во время Великой Отечественной войны в ноябре 1942 года оккупанты сожгли деревню и убили 1 жителя. Согласно переписи 1959 года в составе подсобного хозяйства «Красная Дуброва» районного объединения «Сельхозхимия» (центр — деревня Средние Печи).

## Население
- 1908 год — 6 дворов, 55 жителей.
- 1917 год — 242 жителя.
- 1925 год — 46 хозяйств; хутор Дубровка-2 — 2 двора.
- 1940 год — 56 дворов, 298 жителей.
- 1959 год — 189 жителей (согласно переписи).
- 2004 год — 13 хозяйств, 18 жителей.

## Транспортная сеть
Транспортные связи по местной, затем автомобильной дороге Средние Печи — Лельчицы. Планировка состоит из 3 коротких, параллельных между собой улиц, ориентированных почти меридионально и застроенных двусторонне (средняя) и односторонне (остальные) деревянными крестьянскими усадьбами.